# Megachile bipartita
Megachile bipartita är en biart som beskrevs av Smith 1879. Megachile bipartita ingår i släktet tapetserarbin, och familjen buksamlarbin. Inga underarter finns listade i Catalogue of Life.